# Silêncio
Silêncio est un court métrage franco-portugais réalisé par F. J. Ossang, sorti en 2007.

## Fiche technique
- Titre : Silêncio
- Réalisation : F. J. Ossang
- Scénario : F. J. Ossang
- Photographie : Denis Gaubert
- Musique : Throbbing Gristle
- Montage : F. J. Ossang, Jean-Christophe Sanchez
- Production : Oss / 100 Films et Documents - Chaya Films
- Durée : 20 minutes
- Date de sortie : 9 janvier 2007

## Distribution
- Elvire
- Antonio Camara

## Distinctions
- 2007 : Prix Jean-Vigo
- 2007 : Festival de Cannes (sélection Quinzaine des réalisateurs)[1]
- 2007 : Festival international du court métrage de Clermont-Ferrand (sélection)[2]